# 西春江ハートピア駅
西春江ハートピア駅（にしはるえハートピアえき）は、福井県坂井市春江町本堂にある、えちぜん鉄道三国芦原線の駅。駅番号はE34。

## 歴史
- 1928年（昭和3年）12月30日：西春江駅（にしはるええき）として開業。
- 2001年（平成13年）6月25日：事故（京福電気鉄道越前本線列車衝突事故）による全線運行休止により休業。
- 2003年（平成15年）7月20日：えちぜん鉄道の駅として再開。
- 2017年（平成29年）3月25日：西春江ハートピア駅に改称[1][2]。

## 駅構造
相対式ホーム2面2線の地上駅。
出入口は東側の1番ホームにあり、2番ホームとは構内踏切で連絡している。
| のりば    | 路線        | 行先                                    |
| --------- | ----------- | --------------------------------------- |
| 上り（1） | ■三国芦原線 | ふくい方面 (福井方面)                   |
| 下り（2） | ■三国芦原線 | みくに方面 (あわら湯のまち・三国港方面) |

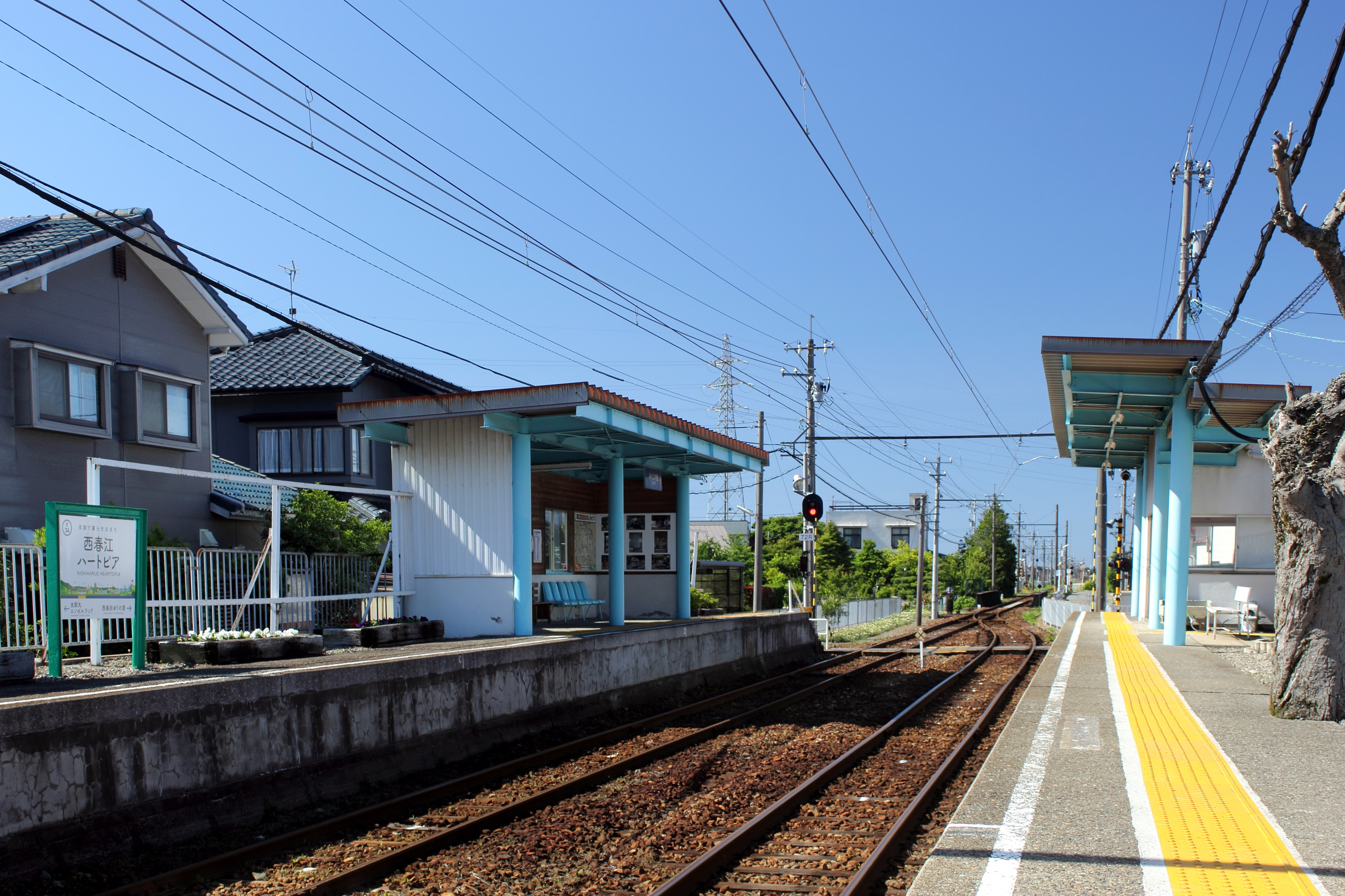
ホーム

### 駅構内
駅員終日無配置。

## 利用状況
「坂井市統計年報」によると、1日平均の乗車人員は以下のとおりである。
| 乗車人員推移 | 乗車人員推移 |
| 年度         | 1日平均人数  |
| ------------ | ------------ |
| 2007年       | 116          |
| 2008年       | 123          |
| 2009年       | 115          |
| 2010年       | 118          |
| 2011年       | 119          |
| 2012年       | 124          |
| 2013年       | 117          |
| 2014年       | 113          |
| 2015年       | 135          |
| 2016年       | 131          |
| 2017年       | 139          |
| 2018年       | 133          |
| 2019年       | 135          |
| 2020年       | 103          |
| 2021年       | 120          |
| 2022年       | 117          |

## 駅周辺
農村的住宅密集地。駅南側の道路沿いにはしばらく町並みが続く。
東へ約1.5キロメートルに福井空港のターミナルビルがあるが、同空港には1976年以来定期便が就航していない。
駅名の「ハートピア」はハートピア春江にちなむものであるが、ハートピア春江へは隣の太郎丸エンゼルランド駅の方が近く、車内放送でもそのように案内される。
- 京福バス 西春江ハートピア駅前停留所
  - 47系統（春江丸岡線） 霞の郷行き、大石コミュニティセンター行き ※年末年始運休

## 隣の駅
えちぜん鉄道
■三国芦原線
□快速（上りのみ）・■普通
太郎丸エンゼルランド駅 (E33) - 西春江ハートピア駅 (E34) - 西長田ゆりの里駅 (E35)